# Taça Betinho Studart de 2024
Taça Betinho Studart de 2024 foi uma competição de Pré-temporada de Futsal, disputada entre Fortaleza Futsal e Russas Futsal. A competição leva o nome do Ex-Diretor do Fortaleza Roberto Studart, mais conhecido como Betinho Studart, falecido em 2018.

## Formato
A competição foi criada após o Fortaleza Esporte Clube, anunciar a volta do Time de Futsal.
A competição é disputada em dois jogos, o campeão é determinado pela soma dos resultados dos dois jogos. 

## Participantes
| Cidade    | Equipe           | Ginásio (mando)                                  | Capacidade    |
| --------- | ---------------- | ------------------------------------------------ | ------------- |
| Fortaleza | Fortaleza Futsal | CFO                                              | 17.100        |
| Russas    | Russas Futsal    | Ginásio do Colégio Estadual Gov. Flávio Marcílio | Não informado |

## Jogos
Primeiro jogo foi realizado no Ginásio do Colégio Estadual Gov. Flávio Marcílio em Russas. O jogo terminado no placar de Russas Futsal 2 - 6 Fortaleza Futsal. 2x Juninho, 2x Valdin, Two e Gigante marcaram para o Fortaleza Futsal, Enzo e Ká marcaram para o Russas Futsal.
Em confronto realizado no Centro de Formação Olímpica (CFO), no dia 4 de fevereiro de 2024, o Fortaleza Futsal venceu novamente a equipe do Russas Futsal. Ian, Juninho, Jé, Valdin e João Filho, mais conhecido como Leão Zoeiro, repórter da TV Leão, foram os responsáveis pela vitória tricolor por 5 a 2.

## Premiação
| Taça Betinho Studart de 2024          |
| ------------------------------------- |
| Fortaleza Futsal Campeão (1.º título) |